# 앙그반드
앙그반드는 《실마릴리온》에 등장하는 존재 모르고스의 요새다. 용, 오크, 트롤 등이 무수하게 많이 주둔하는 곳이다. 이름의 뜻은 '강철감옥'이라고 한다.

## 악의 중심 요새
태양의 시대가 시작된 이후 수많은 요정과 인간 그리고 난쟁이의 공격을 받았으나, 발리노르의 대군의 공격, 앙칼라곤의 죽음으로 발리노르 군대가 승기를 잡고 함락하기 전까지 점령되지 않은 악한 세력의 핵심적인 거점이었다.
모르고스는 가운데땅에 상륙한 놀도르에게 선공을 가하며 보석전쟁 초반부터 우위를 노렸으나 피해만 입은 상태로 계획은 소용없게 된다. 다고르 브라골라크 개전까지 앙그반드에서 군단을 양성하며 때를 노렸다. 그리하여 핑골핀이 놀도르 대왕으로 있었던 당시는 비교적 불안한 평화가 길게 이어졌다.
다고르 브라골라크로 이득을 취한 모르고스는 차후에 니르나에스 나르노에디아드 역시 승리하여 주된 적 놀도르 이기고 패권을 잡고 벨레리안드에서 전성기를 누렸으나 곧 발리노르의 마이아 에온웨가 이끄는 서녘의 군대로부터 공격을 받는다.

## 함락, 보석전쟁의 끝
모르고스가 끝없는 야욕으로 마침내 벨레리안드를 장악하기 직전, 에아렌딜의 용서와 간구에 의해 에온웨가 이끄는 발리노르 군대로부터 제압당하고 세상에서 추방된다. 그가 페아노르, 핑골핀 등을 비롯한 영웅들을 살해하며 끝까지 가지고 소유 중이었던 실마릴은 결국 에온웨가 회수하며 앙그반드는 완전히 함락되어 전쟁은 종식된다.